# 雲遠府
雲遠府，是明代雲南承宣布政使司下轄的一個府，元元貞二年，於孟養置雲遠路軍民總管府，洪武十五年三月為府，永樂年間改雲遠府為孟養府。以土官刀木旦為知府。永樂二年改陞孟養軍民宣慰使司。十四年復設孟養宣慰司，後廢，治所即今緬甸克欽邦莫寧縣。